# Areopaguristes tudgei
Areopaguristes tudgei is een tienpotigensoort uit de familie van de Diogenidae. De wetenschappelijke naam van de soort is voor het eerst geldig gepubliceerd in 2012 door Lemaitre & Felder.